# 伊曼纽尔·德曼
伊曼纽尔·德曼（英語：Emanuel Derman，1945年—），南非出生的学者、商人、作家，量化分析师。德曼1966年移民美国，现为哥伦比亚大学教授、金融工程项目主任。